# Crataegus roribacca
Crataegus roribacca es una especie de planta del género Crataegus, perteneciente a la familia Rosaceae.

## Taxonomía
Crataegus roribacca fue descrita por William Willard Ashe en 1900.

## Distribución
Se encuentra en el territorio de Carolina del Norte.